# Maria Sofia Sergell
Maria Sofia Sergell, född omkring 1734 i Eisenach, Tyskland, död efter 1791 men före 1811, var en svensk brodör.
Hon var dotter till hovbrodören Christoffer Sergell och Elisabet Zwyrner (Zwirner) och från 1752 gift med grosshandlaren Daniel Zacchau den äldre. Hon var syster till Johan Tobias Sergel och Anna Sibylla Sergell. Hon var under 1770-talet verksam med brodyrarbeten för hovets räkning. Hon var medhjälpare till sin far och arbetade efter faderns död 1773 i kompanjonskap med sin syster. Tillsammans med sin syster utförde hon broderier till Fredrikshovs slott möblerade till ett värde av 9600 daler kopparmynt.